# Brandalism
Brandalism (mot-valise mêlant brand, « marque » en anglais, et vandalism) est un collectif antipub, composé notamment d'artistes, né en 2012 dans le but de détourner les publicités présentes dans l'espace public à des fins militantes.

## Démarche
Le collectif Brandalism s'inscrit dans le mouvement antipub, décroissant et écologiste,. Il indique sur son site web :

« Brandalism est parti de la conviction démocratique que la rue est un espace de communication, qui appartient aux citoyens et aux communautés qui y vivent. C’est une rébellion contre l’assaut visuel des géants des médias et des magnats de la publicité. »

La principale action de Brandalism consiste à  recouvrir ou remplacer des publicités présentes dans les espaces publics (rue, métro, etc.) par des affiches réalisées par les artistes du collectif, qui peuvent être des slogans critiques à l'égard des publicités, des inscriptions dénonçant les marques et entreprises dont les publicités promeuvent des produits, ou encore des messages et illustrations de nature politique et philosophique (critique de la société de consommation, dénonciation de la finance, défense de l'environnement, etc.), parfois sur un ton poétique.

## Historique
Le collectif naît à Londres en 2012 ; sa première action médiatisée est le remplacement de trente-cinq affiches publicitaires dans plusieurs grandes villes britanniques peu avant les Jeux olympiques d'été de 2012,.
En France, il se fait remarquer en novembre 2015 à l'occasion de la Conférence de Paris de 2015 sur le climat (COP21), par le détournement d'environ 600 publicités du groupe JCDecaux en faveur de certaines entreprises sponsors de la conférence (telles que Air France, Engie et Dow Chemical), Brandalism entendant dénoncer « la mainmise des multinationales sur les négociations climatiques durant la COP21 »,,.
En novembre 2015, le collectif est composé de plus de 80 artistes originaires de dix-neuf pays différents.